# Venancio Shinki
Venancio Shinki, (Supe, 1 de abril de 1932-Lima, 17 de noviembre de 2016) fue un pintor peruano. Su pintura se identifica con planos de color, en los que se desplazan tonalidades e insinuaciones formales que hacen de su obra una de las que poseen más contenido poético de la plástica actual.

## Biografía
Era hijo de Kitsuke Shinki, inmigrante japonés, natural de Hiroshima, y de Filomena Huamán, mestiza natural de Huari. Nació en la Hacienda San Nicolás, en Supe, en el llamado Norte chico, uno de los lugares de concentración de los primeros inmigrantes japoneses en el Perú.
Cursó la educación primaria en la escuela japonesa que en dicha localidad dirigía Sukeo
Isayama, donde descubrió su vocación de artista. Su padre, que de obrero había ascendido a comerciante, fue una de las víctimas de la persecución contra los miembros de la colonia japonesa a principios de los años 1940. Tenía nueve años de edad cuando falleció su padre y 14 años cuando perdió a su madre. Huérfano, se trasladó a Huando para vivir con un tío suyo. A los 16 años se trasladó a Lima para cursar su educación secundaria en el Colegio Nacional Nuestra Señora de Guadalupe (1949-1953). Aprendió también fotografía, iniciándose en dicho oficio, pero pronto se entusiasmó por la pintura. Cuenta que tal cambio ocurrió cuando un día vio un retrato excelentemente iluminado, que pensó inicialmente que se trataba de una fotografía, pero al descubrir que era un óleo, decidió aprender dicho arte.
En 1954 ingresó a la Escuela Nacional de Bellas Artes de Lima, donde tuvo maestros notables como Juan Manuel Ugarte Elespuru. Culminado sus estudios en 1962, mereció la Medalla de Oro y el Premio Especial de Pintura “Sérvulo Gutiérrez”.
Obtuvo los primeros premios en concursos promovidos por Hebraica (1963), el Instituto Cultural Peruano-Norteamericano (1964) y el Salón Nacional de Artes Plásticas organizado por la Universidad Nacional Mayor de San Marcos (1965). Ganó el Premio Bienal Tecnoquímica de 1966 y el Premio Nacional Ignacio Merino del Instituto Nacional de Cultura en 1967. 
Fue profesor en el departamento de Artes Visuales de la Facultad de Arquitectura de la Universidad Nacional de Ingeniería (1963-1968) y dirigió el taller de pintura de la Asociación Cultural Jueves (1967-1970). 
Trabajo también como ilustrador en el diario Expreso de Lima. A fines de los años 1960 pasó del abstraccionismo a una pintura más figurativa, cargada de simbolismo. Durante finales de los años 1970 y principios de los años 1980 viajó constantemente fuera de su país, recorriendo Europa y América, residiendo en el Perú apenas unos cuantos meses al año. En 1996 fue distinguido como profesor honorario de la Escuela Nacional de Bellas Artes.
Fue esposo de la también pintora, Elda Di Malio.

## Exposiciones individuales
- Galería de la Unión Panamericana (Washington, 1968).
- Galería Buchholz (Bogotá, 1979).
- Galería Vinciana (Milán, 1985).
- Palacio Torriglia (Chiavari, 1987).
- Centro de Arte Euroamericano (Caracas, 1990)
- The Lawler Gallery (Nueva York, 1993), entre otras.

## Exposiciones colectivas
- 3.000 años de pintura peruana (Madrid, Roma, Viena, Londres y Lisboa, 1968).
- Pintura peruana en Cunning-house (Londres, 1978).
- Pintura peruana en Park Gallery (Miami, 1988).
- Perú, ayer y hoy: 1492-1992 (Florencia, 1992).
- Pintura peruana; década del 90 (México, 1996), entre otras.

## Características
Su obra muestra un dominio prodigioso de los recursos pictóricos y se distingue por su sólida coherencia. Ésta se basa en la feliz conjunción de universos aparentemente divergentes, como la reminiscencia oriental en las cuidadosas descripciones y trazos, la fuerza del denso cromatismo basado en colores telúricos y el libre uso de los elementos figurativos desafiando toda lógica primaria.
Alberto Tauro del Pino